# 々
Le symbole 々, parfois appelée noma (ノマ) par décomposition graphique, n'est pas un kanji, mais une marque d'itération, symbole indiquant la répétition du kanji précédent.
Cette répétition peut être voisée ou non. Ce symbole est utilisé principalement au Japon, et de façon rare et informelle à Taïwan et en Chine.
Exemples : 
- 日々 《ひび》 (hibi) : les jours
- 人々 《ひとびと》 (hitobito) : les gens
- 神々 《かみがみ》 (kamigami) : les dieux

## Codage
- Unicode : 3005[1] (Système hexadécimal)
- EUC : A1B9 (Système hexadécimal)
- JIS : 2139 (Système hexadécimal)
- Shift-JIS : 8158 (Système hexadécimal)